# Scelotes caffer
Espèce
Statut de conservation UICN

 LC  : Préoccupation mineure
Synonymes
- Sepomorphus caffer Peters, 1861

Scelotes caffer est une espèce de sauriens de la famille des Scincidae.

## Répartition
Cette espèce est endémique d'Afrique du Sudsur la côte ouest ddu pays  et dans les montagnes du Cap, au sud du pays. Ils vivent sous les pierres et parmi les buissons secs.

## Publication originale
- Peters, 1861 : Eine neue Gattung von Eidechsen aus der Familie der Scincoides, Sepomorphus caffer. Monatsberichte der Königlichen Preussischen Akademie der Wissenschaften zu Berlin, vol. 1861, p. 422-423 (texte intégral).